# Anamosa
Anamosa är en stad (city) i Jones County, i delstaten Iowa, USA. Enligt United States Census Bureau har staden en folkmängd på 5 526 invånare (2011) och en landarea på 6,7 km². Anamosa är huvudort i Jones County.